# تپه بله کو
تپه بله کو مربوط به دوره اشکانیان است و در شهرستان کنگاور، بخش مرکزی، روستای گودین واقع شده و این اثر در تاریخ ۱۸ خرداد ۱۳۸۴ با شمارهٔ ثبت ۱۱۸۶۵ به‌عنوان یکی از آثار ملی ایران به ثبت رسیده است.